# Varlamivka, Iuriivka
Varlamivka (în ucraineană Варламівка) este un sat în comuna Jemciujne din raionul Iuriivka, regiunea Dnipropetrovsk, Ucraina.

## Demografie
Componența lingvistică a localității Varlamivka
     Ucraineană (85,71%)
     Rusă (14,29%)
Conform recensământului din 2001, majoritatea populației localității Varlamivka era vorbitoare de ucraineană (85,71%), existând în minoritate și vorbitori de rusă (14,29%).